# Statisztika PSC Budapest
Le Statisztika P.Sporting Club Budapest est un club hongrois de tennis de table. Fondé en 1954 sous le nom de Statisztika Budapest, le club s'est fait connaître à travers son équipe féminine, qui fait partie du décor européen du fait qu'elles ont disputé 30 finales de Coupe des Clubs Champions sur les 42 éditions de cette Coupe d'Europe !! 
Le club est renommé Statisztika-Metalloglobus Budapest entre 1992 et 1998 avant de prendre le nom définitif de Statisztika P.Sporting Club Budapest.

## Palmarès
- Vainqueur à 25 reprises de la Coupe des Clubs Champions de 1970 à 1974, de 1976 à 1986, de 1989 à 1991, 1994 à 1996, 1999 à 2001
- Finaliste de la Coupe des Clubs Champions en 1992, 1993, 1997, 1998 et 2005.